# D909 (Cantal)
De D909 is een departementale weg in het Midden-Franse departement Cantal. De weg bestaat uit twee delen. Het eerste deel loopt van de grens met Haute-Loire naar Massiac. Het tweede deel loopt van Massiac via Saint-Flour naar de grens met Lozère. Beide delen worden met elkaar verbonden door de N9. In Haute-Loire loopt de weg als D909 verder naar Issoire en Clermont-Ferrand. In Lozère loopt de weg verder als D809 naar Millau en Béziers.

## Geschiedenis
Oorspronkelijk was de D909 onderdeel van de N9. In 2006 werd de weg overgedragen aan het departement Cantal, omdat de weg geen belang meer had voor het doorgaande verkeer vanwege de parallelle autosnelweg A75. De weg is toen omgenummerd tot D909.